# Округ Клинч (Џорџија)
Клинч (енгл. Clinch County) је округ у америчкој савезној држави Џорџија.

## Демографија
По попису из 2010. године број становника је 6.798, што је 80 (-1,2%) становника мање 2000. године.
| Група             | 2000.         | 2010.         |
| Белци             | 4.713 (68,5%) | 4.536 (66,7%) |
| Афроамериканци    | 2.029 (29,5%) | 1.886 (27,7%) |
| Азијати           | 8 (0,1%)      | 13 (0,2%)     |
| Хиспаноамериканци | 54 (0,8%)     | 236 (3,5%)    |
| Укупно            | 6.878         | 6.798         |